# Garnotia variyamensis
Espèce
Garnotia variyamensis est une espèce de plantes monocotylédones de la famille des Poaceae, originaire de l'Inde.